# Tempo di furore
Tempo di furore (Pete Kelly's Blues) è un film statunitense del 1955 diretto da Jack Webb, basato sulla serie radiofonica Pete Kelly's Blues del 1951, dal quale sarà tratta la serie televisiva omonima del 1959.

## Trama
Kansas City, 1927: nell'epoca del proibizionismo Pete Kelly e la sua jazz band suonano nei vari speakeasy della città. Il gangster McCarg impone a tutte le bande il 25% degli introiti. Il batterista del gruppo, Joey, non accetta l'imposizione, e viene assassinato. Pete decide di vendicare il collega.

## Distribuzione
Venne distribuito negli Stati Uniti il 31 luglio 1955; in Italia l'11 febbraio 1956.

## Riconoscimenti
- 1956 - Premio Oscar
  - Nomination Miglior attrice non protagonista a Peggy Lee
- 1959 - Grammy Award
  - Nomination Miglior colonna sonora o incisione del cast originale di un film o programma televisivo a Dick Cathcart